# Азиз, Мохаммед
Мохаммед Азиз (бенг. মোহাম্মদ আজিজ; 2 июля 1954, Калькутта — 27 ноября 2018, Мумбаи) — индийский закадровый исполнитель, исполнявший песни в фильмах на хинди, ория, бходжпури и бенгальском языке. Один из самых востребованных исполнителей в Болливуде в 1980-х годах.

## Биография
Родился в июле 1954 года недалеко от Калькутты, получив имя Саид Мохаммед Азиз-ун-Наби. Он начал свою карьеру в качестве ресторанного певца в Калькутте, пока не получил вокальный дебют в бенгальском фильме Jyoti в октябре 1983 года. Затем он переехал в Бомбей, где в фильме на хинди Ambar (1984) исполнил две песни «Teri Raah Mein Ek Deepak» и «Kab Tak Dulhe Chadaye Jayenge Neelam Par». Прежде чем приобрести известность он также спел для фильмов Shiva Ka Insaaf и Geraftaar. Первым успехом стало потрясающее соло «Ek Andhera Lakh Sitare» в драме Aakhir Kyon? (1985). Позже он был замечен музыкальным руководителем Ану Маликом и получил свой первый крупный прорыв в Болливуде с песней «Mard Taangewala» в фильме «Раджа».
Фильм стал главным кассовым хитом 1985 года и сразу же сделал Азиза «голосом» Амитабха Баччана.
В следующие годы Азиз пел в фильмах за Баччана, в частности в «Расплата за преступление» (1986) и «Бог свидетель»(1992), а также за Митхуна Чакраборти в Muddat (1986) и Риши Капура в Banjaran (1991), в том числе в титульных песнях таких фильмов, как Aisa Pyar Kahan (1986) и Maa (1991). Однако его самым большим успехом была песня «My name is Lakhan», которую в фильме «Рам и Лакхан» (1989) исполнил герой Анила Капура. За эту песню он также был номинирован на Filmfare Award за лучший мужской закадровый вокал, которую уже выиграл за год до этого благодаря песне «Dil Tera Kisne Toda» из фильма Dayavan.
Наиболее «большой след» оставило сотрудничество Азиза с дуэтом композиторов Лаксмикант-Пьярелал. Они быстро добрались до Азиза, увидев в нём универсального певца, который мог хорошо звучать даже в высоких октавах. В 1986 году он спел в 16 их фильмах, в том числе исполнив «Duniya Mein Kitna Gham Hai» в Amrit, «Ae Sanam Tere Liye» в Karma, «Gori Sa Saajan» Aakhree Raasta, а также полуклассическую мусульманскую религиозную песню «Allah hu» в Kala Dhanda Goray Log.
В 1990-х годах музыка кино на хинди изменилась и Азиз перестал подходить для её исполнения, а его «экранное лицо» Баччан перестал быть главным героем. Постепенно Азиз отошел от высшего звена музыки хинди. Он посвятил своё время частным альбомам и пению мусульманских и индуистских религиозных гимнов. Однако перед этим он записал ещё несколько хитов, таких как «Patjhad Sawan Basant Bahar» в Sindoor, «Ungli Mein Angoothi» в Ram Avtar, «Tera Beemaar Mera Dil» в «Плутовке», «Main Teri Mohabbat Mein» в «Трое разгневанных мужчин», «Baali Umar Ne» в «Скитании», «Kagaz Kagaz Kalam Davaat» в «Добрые друзья», «Imli Ka Boota» «Торговце» и «Khat Likhna Hai» в Khel.
Мохаммед Азиз скончался 27 ноября 2018 года. Вернувшись в Мумбаи на следующий день после концерта в Калькутте, он почувствовал себя неловко, после чего его доставили в больницу Нанавати, где врачи констатировали смерть певца.